# Wikipedia en galés
La Wikipedia en galés o Wicipedia es la versión de Wikipedia en ese idioma comenzó el 15 de marzo de 2003; esta versión de la enciclopedia contiene actualmente la cifra de 281 947 artículos; tiene 96 396 usuarios, de los cuales 120 son activos.
La página en galés de Mozilla Firefox incluye un enlace hacia la Wikipedia en galés, como sitio recomendado después de la Biblioteca Nacional de Gales. En abril de 2009 se agregó un enlace directo a la Wikipedia en galés en el sitio web Cymraeg ar y We ('Galés en la web'), que lista sitios web con al menos una página enteramente en galés.